# Village Green
Village Green és una concentració de població designada pel cens dels Estats Units a l'estat de Nova York. Segons el cens del 2000 tenia 3.945 habitants.

## Demografia
Segons el cens del 2000, Village Green tenia 3.945 habitants, 1.896 habitatges, i 1.033 famílies. La densitat de població era de 1.248,5 habitants per km².
Dels 1.896 habitatges en un 24,2% hi vivien nens de menys de 18 anys, en un 41,7% hi vivien parelles casades, en un 9,8% dones solteres, i en un 45,5% no eren unitats familiars. En el 38,4% dels habitatges hi vivien persones soles el 10% de les quals corresponia a persones de 65 anys o més que vivien soles. El nombre mitjà de persones vivint en cada habitatge era de 2,08 i el nombre mitjà de persones que vivien en cada família era de 2,78.
Per edats la població es repartia de la següent manera: un 20,9% tenia menys de 18 anys, un 6,3% entre 18 i 24, un 35,2% entre 25 i 44, un 25,1% de 45 a 60 i un 12,4% 65 anys o més.
L'edat mediana era de 38 anys. Per cada 100 dones de 18 o més anys hi havia 86,7 homes.
La renda mediana per habitatge era de 43.243 $ i la renda mediana per família de 50.278 $. Els homes tenien una renda mediana de 36.686 $ mentre que les dones 29.519 $. La renda per capita de la població era de 23.559 $. Entorn del 5,9% de les famílies i el 6,2% de la població estaven per davall del llindar de pobresa.